# Dimitrie Leonida
Dimitrie Leonida (n. 23 mai 1883, Fălticeni – d. 14 martie 1965) a fost un inginer, specialist în energetică, profesor universitar, om de știință român.

## Date biografice
Dimitrie Leonida s-a născut la Fălticeni ca fiu al ofițerului Atanase Leonida și al Matildei Leonida (născută Gill). Școala primară a început-o la Galați în 1890, clasa a III-a a terminat-o la Buzău, de unde a mers la București la școala Clemența, apoi la Școala Primară Petrache Poenaru din București. Primele două clase de liceu le urmează ca extern la Liceul "Sf. Sava" din București, clasele 3 și 4 de liceu la  Gimnaziul "Mircea cel Bătrân" – Constanța, iar din clasa a 5-a frecventează cursurile Liceului "Mihai Viteazul" din București. În ultimul an al liceului, în clasa a VIII-a, Leonida s-a retras de la școală și s-a pregătit în particular, după care a susținut cu succes toate examenele.
Pasiunea pentru tehnică a fost hotărâtoare atunci când își va alege profesia,el  dorind să devină inginer. A ales să studieze electricitatea la Politehnica din Charlottenburg, chiar dacă înainte de a pleca în străinătate trebuia să satisfacă și stagiul militar. 
În perioada studiilor universitare efectuate la Politehnica din Charlottenburg (1903 - 1908), lângă Berlin, vizitează Muzeul Tehnic din München (1903).
În anul IV va concepe proiectul "Metropolitanului din București", cu linia principală Gara de Nord-Sf. Gheorghe-Calea Moșilor și ramificația Sf. Gheorghe-Filaret , fiind printre cei dintâi care au propus construirea unei rețele de metrou în București, iar proiectul de diplomă va avea ca temă „Complexul hidrotehnic și hidroenergetic al Bistriței din regiunea Bicaz.”

## Activitate profesională
Deși a avut oferte de la renumita firmă Siemens pentru un contract pe 5 ani și de la Școala Politehnică din Charlottenburg pentru un post de asistent, Dimitrie Leonida s-a întors în România în anul 1908, cu titlul de „Elektroingenieur”, și s-a angajat la Primăria capitalei, unde s-a ocupat de verificarea instalațiilor electrice noi ce urmau să fie racordate la rețea, problema tramvaielor, abordează problema metroului al cărui prim proiect  îl făcuse în anul IV de facultate și  construirea unui canal navigabil Argeș - București –  Dunăre, cu port la  București  și centrale hidroelectrice la București, Orăști, Budești, Fundeni.
În anul 1908 Dimitrie Leonida a înființat prima Școală de Electricieni și Mecanici din România, care va funcționa peste 45 de ani și va pregăti mii de specialiști din domeniul electric și mecanic. Un an mai târziu, în 1909, a înființat și primul Muzeu Tehnic din România (actualul Muzeu Tehnic „Prof. ing. Dimitrie Leonida”), pe care îl donează în 1951 statului român prin Ministerul Energiei Electrice și Industriei Electrotehnice.
În anul 1912 a proiectat centrala termoelectrică de la Grozăvești, iar în anul 1914 a proiectat Centrala de la Botoșani.
Împreună cu Nicolae Caranfil (viitorul director al Societății Comunale București și al Societății Generale de Gaz și de Electricitate), Christea Niculescu și prof. Andronescu, a înființat în anul 1913 societatea Energia, prima societate particulară românească din domeniul electrotehnic. Societatea Energia a înființat în anul 1914, pe Calea Moșilor din București, o fabrică de materiale electrice operată de ingineri români, iar în 1919 a fuziunat cu „Societatea Teleromână” de la Cluj și a cumpărat o fabrică din Timișoara, care va produce o gamă largă de mașini, transformatoare și aparate electrice.
În 1921, Dimitrie Leonida editează prima revistă cu tematică energetică din România care poartă numele Societății pe care o înființase: Energia.
În 1927 devine membru al primului birou de conducere al Comitetului Electrotehnic Român.
În anul 1928 Leonida a organizat în Parcul Carol I „Prima Expoziție a Electricității din România”.
A fost profesor universitar la Timișoara (1924-1941) și București (1941-1945). A participat la planul de electrificare a României.
A fost membru în Consiliul superior al apelor (1926) și în Consiliul superior al administrației întreprinderilor și avuturilor publice (1929),  Administrator  și apoi Director tehnic  la Societatea Generală  de Gaz și Electricitate (1937-1942), Director al Direcției electrificării din CFR (1942-1945),Consilier superior al CFR (1945-1948), în 1948 iese la pensie. Continuă să lucreze în Consiliul superior al CFR și la Institutul de studii și proiectări hidroenergetice (ISPE); Consilier în cadrul Departamentului Energiei Electrice (1950-1955).
Pentru activitatea sa, a fost distins cu titlul de Laureat al Premiului de Stat.

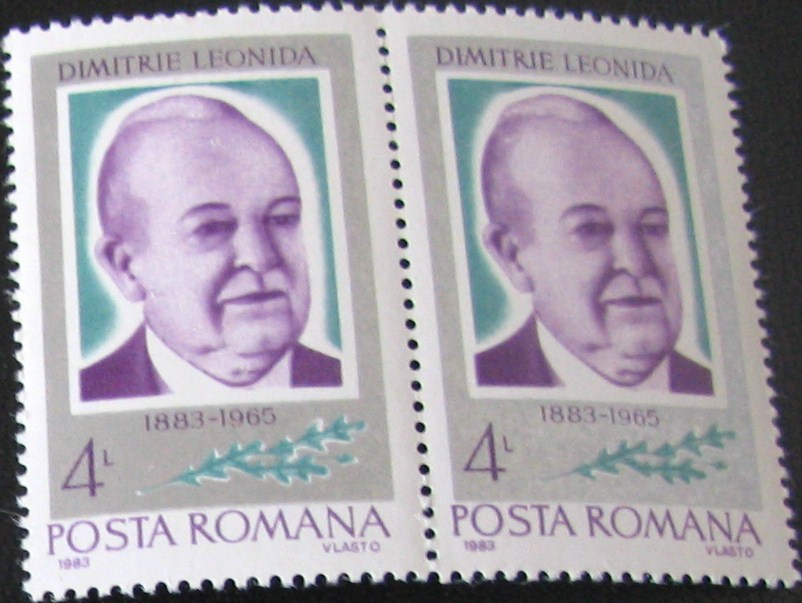
Timbru din 1983

A fost membru al „American Institute of Electrical Engineers“ (1920), membru al „American Associations for the Advencement of Science“ (1920) și membru al Royal Society of Arts din Londra (1935). A fost membru titular al Academiei de Științe din România începând cu 21 decembrie 1935.
Este laureat al Premiului de Stat clasa I și titlul de Laureat la Premiului de Stat pentru întreaga sa activitate științifică didactică și pentru pregătirea de cadre în domeniul energetic (1954).
În anul 1961 i s-a oferit Ordinul Muncii clasa I.
Numele său este purtat de mai multe instituții de învățământ din București, Iași, Constanța, Oradea, Petroșani și Piatra-Neamț, de străzi din mai multe localități, de cel mai important Muzeu Tehnic din România și de o stație de metrou din București.